# Adolf Kastner (Manager)

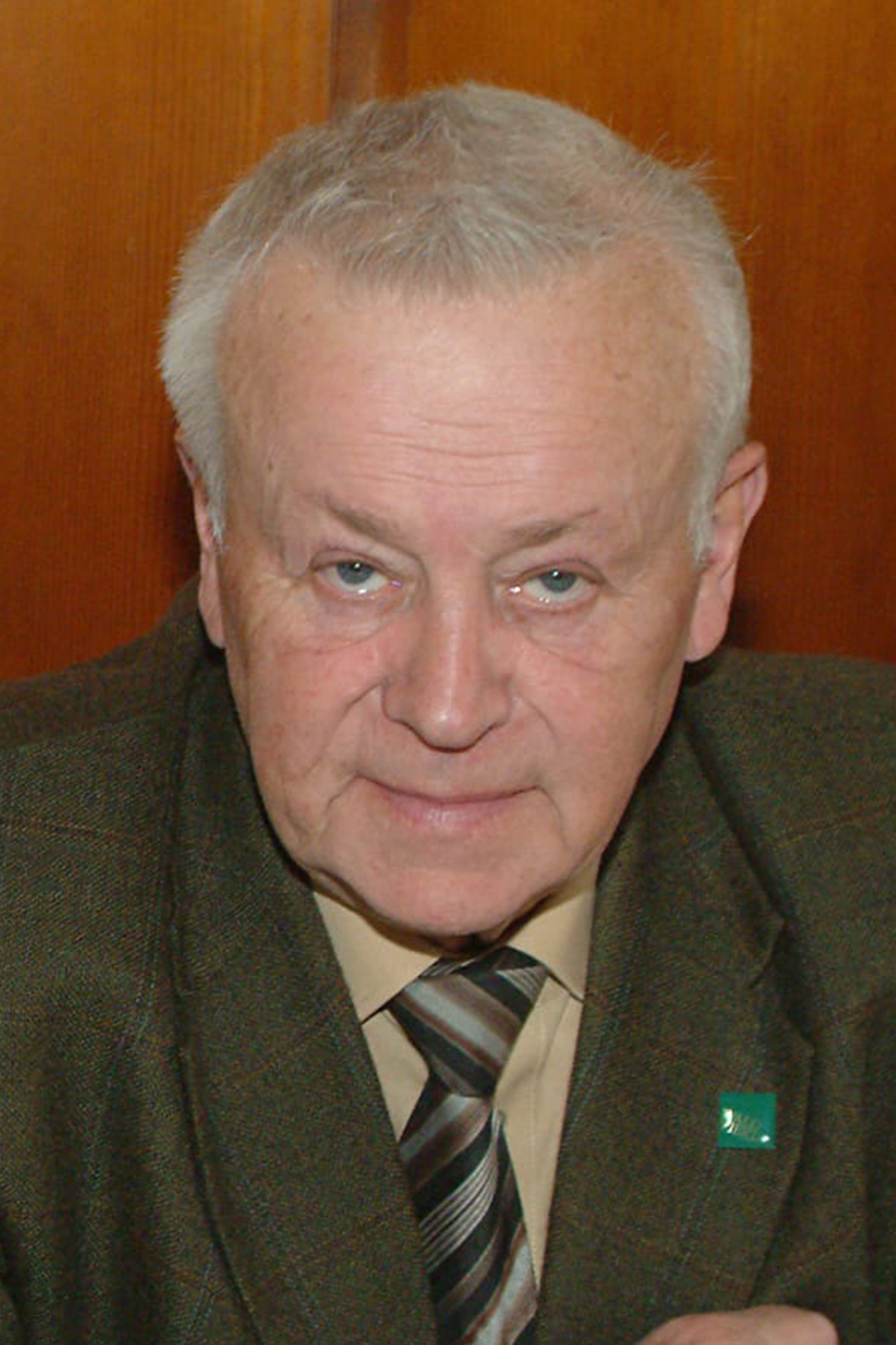
Adolf „Adi“ Kastner (2007)

Adolf „Adi“ Kastner (* 16. Februar 1939 in Wien; † 12. November 2011 in Zwettl, Niederösterreich) war ein österreichischer Schuldirektor einer landwirtschaftlichen Fachschule (Edelhof bei Zwettl) und Landesbeauftragter für das Waldviertel.

## Leben
Aufgewachsen ist Kastner bei seiner alleinerziehenden Mutter Maria Kastner (später Auinger) und den Großeltern in Moidrams bei Zwettl.
Prägend war für ihn die Zeit bei den Sängerknaben in Stift Zwettl. In der Nachkriegszeit besuchte er ein Knabeninternat.
Das 1957 begonnene Studium der Forstwirtschaft an der Universität für Bodenkultur in Wien schloss er als Dipl.-Ing. ab. Schon während seines Studiums nahm er eine Stelle als Forstreferent bei der Diözese St. Pölten an. 1967 wechselte er in den Lehr- und Beraterberuf zur Forstlichen Kursstätte in Hollenstein an der Ybbs. Bis 1973 war Kastner in dieser Schule als Lehrer tätig.
1973 bekam er eine Stelle als Lehrer am Edelhof bei Zwettl. Neben seiner Tätigkeit als Niederösterreichischer Land- und Forstwirtschaftslehrer am Edelhof war Kastner von 1976 bis 1983 auch Mathematiklehrer an der Bundesschule Handelsakademie Zwettl.
In seiner Freizeit war er auch Mitglied bei den Pfadfindern sowie beim ÖCV.
Mit seiner Ehefrau Hildegard, geb. Janu, hatte Kastner sechs Kinder.

## Direktor am Edelhof und Landesbeauftragter für das Waldviertel
Ab 1. Jänner 1979 war Adi Kastner mit der Funktion des Direktors der landwirtschaftlichen Fachschule Edelhof betraut. In den 20 Jahren im Amt baute er den Edelhof zu einer innovativen Bildungseinrichtung auf.
Ende der 1970er Jahre fanden sich Persönlichkeiten des Waldviertels zusammen, um gemeinsam gegen die Bedrohung durch ein Atommülllager in der Region zu kämpfen. Als gemeinsame Plattform wurde der Verein „Pro Waldviertel“ gegründet.
1982 wurde Kastner aufgrund seines Engagements von Landeshauptmann Siegfried Ludwig zum „Landesbeauftragten für das Waldviertel“ ernannt.
Ein arbeitsintensiver und nicht geplanter Zweig entwickelte sich im Bereich der Betriebssanierungen. Viele Betriebe, die in eine wirtschaftliche Schieflage geraten waren, konnten durch die intensive Beratungstätigkeit des Waldviertelmamagers gerettet und so hunderte Arbeitsplätze erhalten werden.
Als Direktor der landwirtschaftlichen Fachschule setzte sich Kastner für landwirtschaftliche Alternativkulturen wie etwa Mohn ein. Als positiver Nebeneffekt entwickelte sich die Mohnblüte zum Tourismusmagnet. In den nächsten Jahren wurden Mariendisteln und Johanniskraut für die Pharmazie angebaut sowie Roggenpollen geerntet und tierische Alternativen wie die Waldviertler Weidegans wieder heimisch gemacht. 1984 hat Adi Kastner der Waldviertler Sonderkulturenverein gegründet. 70 Landwirte schlossen sich damals zusammen, um ihre Erzeugnisse gemeinschaftlich zu verkaufen. Für die Organisation und vor allem für die Vermarktung der landwirtschaftlichen Alternativen wurde die Produktmarke „Waldland“ erschaffen.
Adi Kastner hat rund 1000 Projekte als Initiator und Motivator unterstützt, wie zum Beispiel:
- Kastner initiierte den Zusammenschluss von bäuerlicher Beherbergung und Privatzimmervermietern in der Region Ottenschlag zu  „bäuerlichen Gästeringen“.
- 1984 gründete Adi Kastner als Waldviertel-Manager mit einer Gruppe von engagierten Personen die Waldviertelakademie, die an rund 50 österreichischen und 20 tschechischen Veranstaltungsorten Vortragsreihen und Diskussionsveranstaltungen zu den unterschiedlichen Themen durchführt.
- 1989 startete Adi Kastner das Pilotprojekt einer Humuserzeugung aus biologischen Abfällen und Klärschlamm. Daraus entstand später die Firma HumuVit.
- Ab 1991 wurde vor allem in Skandinavien der Einsatz von Telematik als Entwicklungschance für strukturschwache Regionen gesehen. 1992 wurde nach diesem Vorbild das Telehaus Waldviertel als Verein mit Adi Kastner als Vereinsobmann gegründet und 1996 als Waldviertler Internetprovider WVNET weiterentwickelt.

## Auszeichnungen
- Hans-Kudlich-Preis der Österreichischen Gesellschaft für Land- und Forstwirtschaftspolitik (1988)
- Oberstudienrat (1993)
- Ökonomierat (1999)
- Ehrenring der Stadt Zwettl (1999)[11]
- Goldenes Ehrenzeichen für Verdienste um die Republik Österreich (2004)[12]
- Postum eine Gedenktafel im Schulzentrum Edelhof 2013[13]